# Ross McLarty
Ross McLarty KBE MM (Pinjarra, 17 maart 1891 – Pinjarra, 22 december 1962) was de zeventiende premier van West-Australië.

## Vroege jaren
McLarty werd geboren in 1891 in West-Australië. Hij was de jongste van zeven kinderen uit het huwelijk van Edward McLarty, een in West-Australië geboren landbouwer, veeteler en parlementslid, en Mary Jane Campbell. McLarty liep school aan de 'Pinjarra State School' en aan de 'High School' in Perth. Vervolgens ging hij aan de slag in zijn vaders bedrijf.
Tijdens de Eerste Wereldoorlog, op 12 januari 1916, trad McLarty toe tot de Australian Imperial Force. Op 27 mei 1916 werd hij tot korporaal gepromoveerd. Hij ontscheepte vanuit Fremantle op 6 juni 1916 aan boord van de HMAT Suevic A29. Vanaf november 1916 vocht hij aan het Westelijk front. McLarty ontving er in januari 1918 de Military Medal. Diezelfde maand werd hij gewond (WIA). Op 1 mei 1918 werd hij tot onderluitenant en op 1 augustus 1918 tot luitenant gepromoveerd. Op 22 augustus 1919 werd hij te Perth van zijn dienst ontheven.
Na de oorlog begon McLarty terug te werken als landbouwer. Op 25 oktober 1922 huwde hij Violet Olive Margaret Herron in de 'St John's Anglican Church' in Pinjarra. In 1925 werd McLarty vredesrechter ('Justice of Peace'). Hij was lid van de 'Returned Sailors' and Soldiers' (and Airmen's) Imperial League of Australia'.
Tijdens de Tweede Wereldoorlog leidde hij het '4th Battalion, Volunteer Defence Corps'.

## Politieke carrière
McLarty nam in 1930 voor de 'Nationlist Party' aan de verkiezingen deel. Hij werd voor het kiesdistrict Murray-Wellington in het West-Australische lagerhuis ('Legislative Assembly') verkozen. McLarty was vooral geïnteresseerd in materie die het platteland aanbelangde.
In december 1946 diende Ross McDonald zijn ontslag in als oppositieleider en leider van de 'Nationalist Party'; om plaats te maken voor iemand van het platteland. McLarty volgde hem op. Op 1 april 1947, na een onverwachte verkiezingsoverwinning, werd McLarty premier van West-Australië. Hij kwam aan het hoofd te staan van een coalitie tussen de 'Liberal Party' (de voormalige 'Nationalist Party') en de 'Country and Democratic League'.
McLarty droeg verschillende bevoegdheden als premier. Hij was tot 23 februari 1953 minister van financiën en tot 5 januari 1948 minister van huisvesting en van bosbeheer. Van 7 oktober 1949 tot 24 oktober 1950 was hij weer minister van bosbeheer. Tot 24 oktober 1950 was hij minister van het departement Noth-West. Van 17 januari 1952 tot 23 februari 1953 was hij wederom minister van het departement North-West.
Tijdens zijn zesjarig premierschap werd 12.140 km² landbouwgrond in cultuur gebracht, het Kwinana-industriegebied werd ontwikkeld, huisvestingsproblemen werden verlicht en de energie- en vervoersinfrastructuur werd verbeterd. Omwille van tekorten stelde McLarty's regering het opheffen van de oorlogsmaatregelen uit. Jonge liberalen vonden hem te voorzichtig en er waren spanningen tussen de regering en de partij. McLarty's geduld en manier van doen versterkte de eenheid in de regering. Hij werkte goed samen met zijn vicepremier Arthur Watts, leider van de 'Country Party'.
McLarty werd in januari 1953 geridderd. Hij verloor de verkiezingen een maand later en werd leider van de oppositie. 's Weekends reisde McLarty meestal naar Pinjarra. Hij was er voorzitter van de 'Murray District Hospital Board'. McLarty bezat verscheidene pastorale belangen waaronder een meerderheidsbelang in het 'Liveringa station' nabij Derby. Zijn echtgenote was eveneens actief in het politieke en gemeenschapsleven. Van 1953 tot 1955 was ze voorzitster van de West-Australische afdeling van de Country Women's Association of Australia, van 1953 tot 1958 commissaris van de West-Australische afdeling van de 'Girl Guides' Association' en gouvernante van de 'Fairbridge Farm School'.
In maart 1957 gaf McLarty zijn positie als leider van de oppositie op. Hij diende in mei 1962 vanwege gezondheidsredenen zijn ontslag als parlementslid in.

## Nalatenschap
McLarty stierf op 22 december 1962 te Pinjarra. Hij werd begraven op het plaatselijk kerkhof. McLarty liet zijn echtgenote en drie zonen achter.
- Australian Dictionary of Biography: mclarty-sir-duncan-ross-11004
- Trove: 1478728